# Friedrich Wilhelm Arnold

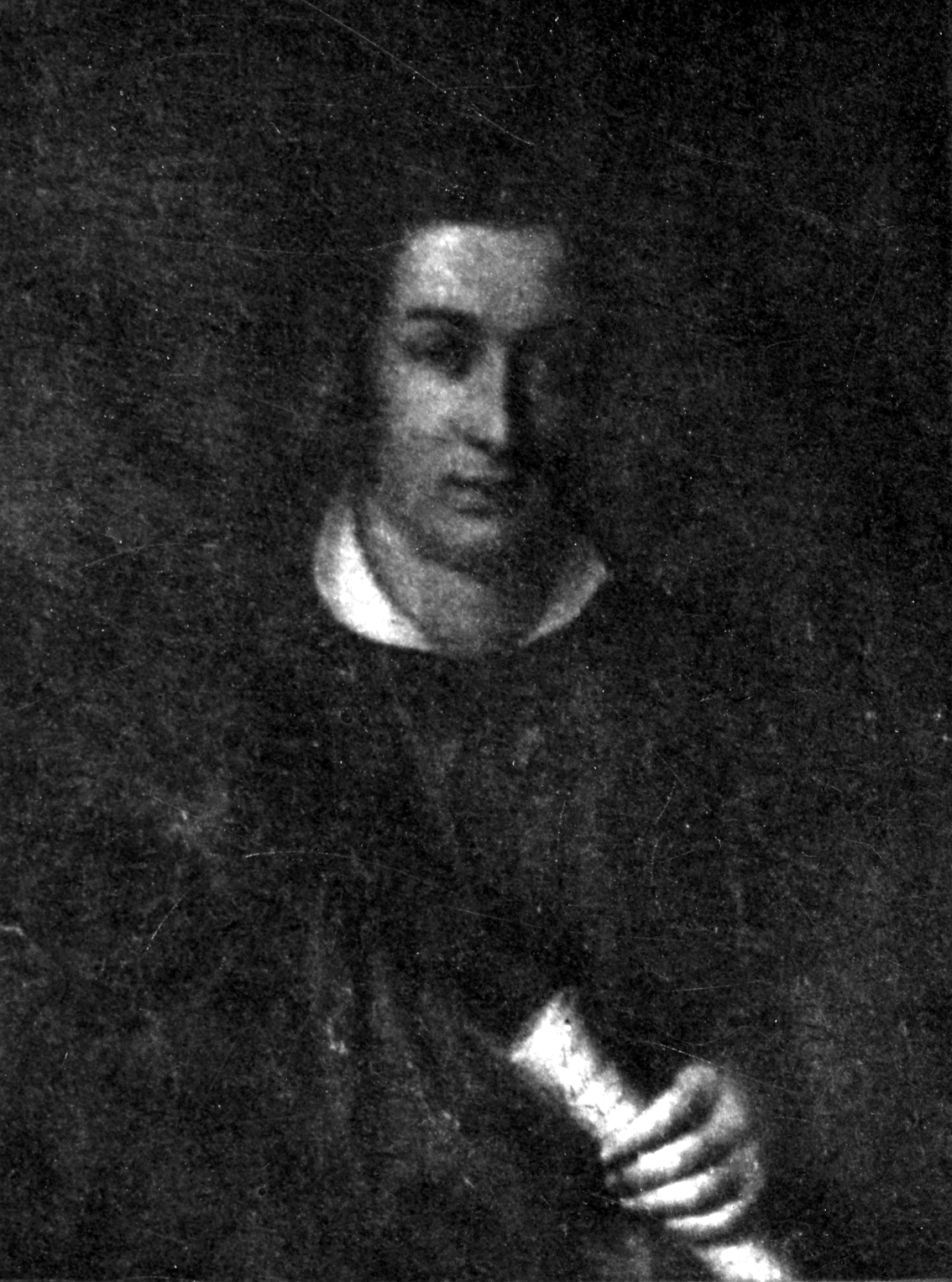
Friedrich Wilhelm Arnold in akademischem Talar mit dem Manuskript seiner Novelle "Die Blutbrücke"

Friedrich Wilhelm Arnold (* 3. März 1810 in Sontheim bei Heilbronn; † 12. Februar 1864 in Elberfeld) war ein deutscher Musiker, Musikalienhändler, Verleger und Volksliedforscher.

## Leben
Arnold verbrachte seine Kindheit auf dem elterlichen Gut in Sontheim bei Heilbronn und wurde dort von seinem Vater, dem Musikdirektor Theodor Joseph Franz Arnold, schon früh musikalisch unterrichtet. Er studierte Theologie und Philosophie in Tübingen und Freiburg und wurde 1832 in Philosophie promoviert. Sein Berufsleben begann Arnold in Köln, wo er als Redakteur, Theater- und Opernkritiker, zeitweise als Chordirektor der Deutschen Oper und als Dramaturg arbeitete. In der Zeit von 1835 bis 1840 war Arnold Geschäftsführer und zeitweise Mitinhaber des Musikalienhandels und Musikverlags Eck & Comp. in Köln. In dieser Zeit war er auch schriftstellerisch tätig und veröffentlichte zwischen 1835 und 1841 mehrere historische Novellen. Musikalisch redigierte Arnold mehrere Ausgaben des „Pfennig-Magazins für Gesang und Guitarre“ und veröffentlichte auch eigene Arrangements für Gitarre, Klavier und Geige.
1836 heiratete Arnold Maria Henriette Amalia Frambach (1805–1867), Tochter des Kölner städtischen Finanzbeamten Johann Heinrich Frambach (1771–1821). Der Ehe entstammten drei Kinder: Ursula (geb. 1837), Jakob (1840–1877) und Agnes (1843–1876). Ursula, auch Lina genannt, war Klavierschülerin von Clara Schumann und Johannes Brahms, mit denen sie ihr Leben lang Kontakt hielt. Jakob, auch Emil genannt, übernahm nach dem Tode Arnolds die Geschäfte seines Vaters.
1841 siedelte Arnold nach Elberfeld über und gründete dort einen eigenen Musikalienhandel und sieben Jahre später einen Musikverlag. Er verlegte über 700 Werke, unter anderem von Ludwig van Beethoven, Franz Liszt, Felix Mendelssohn Bartholdy, Wolfgang Amadeus Mozart, Robert Schumann und Franz Schubert. Er unterhielt geschäftlichen und freundschaftlichen Kontakt zu einigen zeitgenössischen Komponisten, wie zum Beispiel Robert und Clara Schumann sowie Johannes Brahms.
Um 1850 verstärkte Arnold seine Erforschung des deutschen Volksliedes. Dabei arbeitete er zusammen mit Gleichgesinnten wie Philipp Wackernagel, Anton Wilhelm von Zuccalmaglio, Karl Simrock, Johannes Brahms und Ludwig Uhland. Ein Ergebnis dieser langjährigen und ausführlichen Arbeit war seine Sammlung „Deutsche Volkslieder aus alter und neuer Zeit“, die posthum veröffentlicht wurde.
In den späten 1850er Jahren bekam Arnold Zugang zum „Locheimer Liederbuch“, einer Handschrift mit Liedern aus der Zeitspanne vom späten Mittelalter bis zur frühen Renaissance, und begann es zu redigieren. 1863 wurde Arnold von Friedrich Chrysander, Herausgeber der Musikzeitschrift „Jahrbücher für musikalische Wissenschaft“, gebeten, seine Arbeit zur Veröffentlichung einzureichen. Kurz vor seinem Tod an einem Hirnschlag am 12. Februar 1864 sandte Arnold dann das Manuskript an Chrysander. Nach einer Überarbeitung von Heinrich Bellermann wurde das Werk 1867 in den Jahrbüchern veröffentlicht.

## Veröffentlichungen

### Novellen
- Der Virtuose aus Genua. In: Hell T, Hrsg. Penelope. Taschenbuch für das Jahr 1835, Band 24. Leipzig, JC Hinrichsche Buchhandlung. 1835,  227–353.
- Der Chouan. Historische Novelle aus dem letzten Dezennium. Leipzig, Chr. E. Kollmann. 1841, 388 Seiten.
- Der Virtuose aus Genua, Die Sternauer. Leipzig, Chr. E. Kollmann. 1841, 301 Seiten.
- Die Blutbrücke, Der Geächtete, Das Nebelmännchen. Leipzig, Chr. E. Kollmann. 1841, 354 Seiten.

### Herausgaben
- Pfennig-Magazin für Gesang und Guitarre. Köln, Gaul & Tonger , 1834-5 (Jahrgang 1). Danach: HEBE ein Pfennig-Magazin für Freunde und Freundinnen des Gesanges und der Guitarre. Köln, Gaul & Tonger, 1837 (Jahrgang 2), 1838 (Jahrgang 3), 1839 (Jahrgang 4).
- Arnold FW. Deutsche Volkslieder, aus alter und neuer Zeit gesammelt und mit Clavierbegleitung versehen. Elberfeld, Arnold. 1864–1871: Heft 1–9.
- Arnold FW. Das Locheimer Liederbuch nebst der Ars Organisandi von Conrad Paumann. In: Chrysander F (Hrsg.). Jahrbücher für musikalische Wissenschaft, Band II. Leipzig, Breitkopf & Härtel. 1867: 234 S.